# Kaspars Ozers
Kaspars Ozers (Tukums, 15 september 1968) is een voormalig wielrenner uit Letland. Hij was actief als beroepsrenner van 1994 tot 1998. Ozers vertegenwoordigde zijn vaderland bij de Olympische Spelen in 1996 (Atlanta). Daar eindigde hij op de 22ste plaats in de individuele wegwedstrijd.

## Erelijst
1991
- 3e in 2e etappe deel a Tour du Hainaut (amateurs)

1993
- 3e in 1e etappe Postgirot Open
- Wereldkampioenschappen op de weg (amateurs)
- 2e in First Union Grand Prix
- 2e in 1e etappe Circuit Franco-Belge
- 3e in 4e etappe Circuit Franco-Belge
- 3e in 7e etappe Circuit Franco-Belge

1994
- 3e in 7e etappe Ronde van Polen
- Puntenklassement Ronde van Polen
- 1e in 2e etappe Circuit Franco-Belge
- 1e in Proloog Regio Tour International

1995
- 82e in Proloog Ronde van Frankrijk
- 118e in 1e etappe Ronde van Frankrijk
- 14e in 2e etappe Ronde van Frankrijk
- 2e in 3e etappe deel a Post Danmark Rundt
- 3e in Eindklassement Post Danmark Rundt

1996
- 2e in 1e etappe Závod Míru
- 2e in 5e etappe Závod Míru
- 2e in 9e etappe Závod Míru
- 27e in Parijs-Roubaix
- 2e in 2e etappe Critérium du Dauphiné
- 157e in Proloog Ronde van Frankrijk
- 107e in 1e etappe Ronde van Frankrijk
- 10e in 2e etappe Ronde van Frankrijk
- 53e in 3e etappe Ronde van Frankrijk
- 174e in 4e etappe Ronde van Frankrijk
- 180e in 5e etappe Ronde van Frankrijk
- 22e in Olympische Spelen, wegwedstrijd
- 2e in 3e etappe Post Danmark Rundt
- 2e in 5e etappe Post Danmark Rundt

## Resultaten in voornaamste wedstrijden
| Jaar | Ronde van Italië | Ronde van Frankrijk | Ronde van Spanje |
| ---- | ---------------- | ------------------- | ---------------- |
| 1995 |                  | buiten tijd         | 101e             |
| 1996 |                  | opgave              | opgave           |

| Jaar | Gent-Wevelgem | Parijs-Roubaix |
| ---- | ------------- | -------------- |
| 1995 |               |                |
| 1996 | 21e           | 27e            |

Wielerploegen van Kaspars Ozers
Alcalá · Alvis · Anderson · Andreu · Armstrong  · Bauer · Dernies · Fraser · Hampsten · Hincapie · Hundertmarck · Larsen · Mejía · Ozers · Rampollo · Schur · Smith · Stenersen · Swart · Yates · Moerenhout (stagiair) · van Heeswijk (stagiair)
Andreu · Armstrong · Bauer · Casartelli  (tot 18/07) · Dernies · Fraser · Hincapie · Julich · Livingston · Mejía · Merckx · Ozers · Peron · Stenersen · Swart · van Heeswijk · Veenstra · Weltz · Yates · Zamana
Andreu · Armstrong · Fraser · Hincapie · Julich · Livingston · Madouas · Merckx · Montoya · Ozers · Peron · Randolph · Sciandri · Thibout · van Heeswijk · Vanzella · Yates
Baeyens ·
Claeys ·
De Clercq ·  
De Neef ·
Deschuytter ·
Desmet ·  
Høj · 
Lenaers ·
Moermans (tot 31/08) ·
Ozers ·
Stockx ·
Verbeken · 
Verdeyen (stagiair) ·
Vermeersch (stagiair)